# 사모아 제도

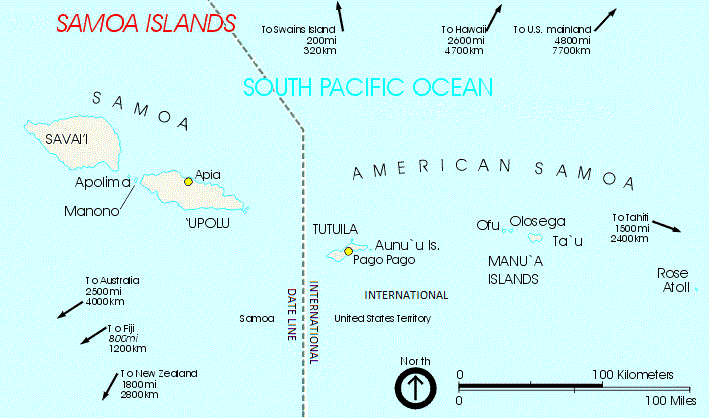
사모아 제도의 지도

사모아 제도(영어: Samoan Islands)는 남태평양 중부 폴리네시아 서부에 있는 제도이다. 

## 개요
1722년 네덜란드인 J. 로헤벤에 의해 알려졌다. 동쪽은 미국령 사모아(동사모아), 서쪽은 독일령에서 뉴질랜드령이었다가 1962년 독립해서 사모아 독립국이 되었다.
면적 3,039㎢. 정치적으로 1962년 독립한 사모아와 동부의 아메리칸사모아로 나뉜다. 19세기말 사모아의 영유권을 둘러싸고 미국·영국·독일의 세 나라가 치열한 각축전을 벌인 끝에, 영국은 통가를 보호령으로 하고, 미국과 독일이 서경 171 °를 경계로 하여 동부 미국령 사모아(동사모아)는 미국, 서부 사모아(서사모아)는 독일이 각각 영유 하였다. 그러나 사모아는 1920년 이후 뉴질랜드의 위임통치령이 되었고, 1947년 이후는 신탁통치령이 되었다가, 1962년 1월 독립 국가가 되었다.
사모아는 사바이·우폴루 두 섬을 주도로 하는 9개의 섬으로 이루어지며, 미국령 사모아는 투투일라·아우누·타우·스웨인스의 여러 섬과 마누아 제도의 섬들로 이루어져 있다. 사모아 제도는 태평양 권의 대표적인 화산섬으로, 자연적인 면에서는 하와이와 비슷하다. 현무암으로 이루어져 있고, 사바이 섬의 최고점은 실리실리봉(1,857m)이며, 이 섬의 마타바누산은 오늘날에도 분화를 되풀이했다. 우폴루섬에서는 화산 활동은 이미 정지되었고, 토지가 비옥하여 사모아 전 인구의 3/4이 이 섬에 몰려 있다. 그러나 두 섬이 다같이 오지가 밀림으로 뒤덮여 있어, 거주지는 해안에 한정되어 있다. 기후는 습하고 더우며 강수량은 아피아에서 연간 3,000mm에 이른다.
사모아의 원주민은 폴리네시아족으로 순수한 폴리네시아 문화를 잘 간직하고 있으며, 옛날부터 원주민의 말리에토아 왕조가 군림하고 있었으나, 19세기 말 유럽 각국의 각축장이 되었다. 유럽과의 접촉 이래 코프라·바나나·카카오·코코야자의 생산이 증대하여 섬의 경제를 지탱하고 있으며, 이 3가지의 수출이 전체의 95 %를 차지한다. 원주민은 자급용으로 타로·감자·빵나무 등을 재배한다. 팡오팡오에는 국제공항이 있다. 팡오팡오만은 만으로서의 조건이 좋아 상항(商港) 및 어항으로 이용되며 해안에 미국의 거대한 참치 통조림공장이 있다. 특히 이곳에는 한국의 참치잡이 원양 어업기지가 설치되어 있다.

## 구성국
- 사모아
- 아메리칸사모아

## 같이 보기
- 사모아어
- 토켈라우어
- 투발루어